# Ла Саль, Джозеф Пьер
Джозеф Пьер ЛаСаль (англ. Joseph Pierre LaSalle; 28 мая 1916, Стейт Колледж, Пенсильвания — 7 июля 1983, Литтл-Комптон, Род-Айленд) — американский математик, работавший преимущественно в разделе динамических систем и систем управления. Известный своими вкладами в теорию устойчивости движения, прежде всего, так называемым «принципом инвариантности ЛаСаля» (LaSalle invariance principle). В советских источниках этот принцип более известен под названием теорема Барбашина-Красовского.

## Биография
Джозеф ЛаСаль защитил свою диссертацию в 1941 году в Калифорнийском технологическом институте. С 1946 года работал в университете Нотр-Дам, где находился до 1958 года. 
За время его визита в Принстоне в 1947—1948 годах, под влиянием общения с Соломоном Лефшецом и Ричардом Беллманом, ЛаСаль увлёкся теорией дифференциальных уравнений.
В 1964 году основал «Журнал Дифференциальных Уравнений» (Journal of Differential Equations) и занимал должность главного редактора до 1980 года. В 1962—1963 годах был президентом «Общества Промышленной и Прикладной Математики» (Society for Industrial and Applied Mathematics, SIAM).

## Некоторые работы
- LaSalle, J. P. «Some extensions of Liapunov’s second method» (англ.), IRE Transactions on Circuit Theory, volume 7, number 4, 520—527 гг., 1960.
- Hale J. K., LaSalle, J. P. «Differential Equations: Linearity или Nonlinearity» (англ.), SIAM Review, volume 5, number 3, гг. 249—272, 1963. (SIAM).
- LaSalle, J. P. «Stability theory for ordinary differential equations» (англ.), Journal of Differential Equations, volume 4, issue 1, 57-65 гг., 1968.
- LaSalle, J. P. «The Stability of Dynamical Systems» (англ.), SIAM, 1976.
- LaSalle, J. P. «The stability and control of discrete processes» (англ.), volume 62, Springer, 1986.